# Сью Ґарднер
Сью Ґарднер (англ. Sue Gardner; нар. 11 травня 1967) — канадська журналістка, виконавча директорка Wikimedia Foundation (2007—2014), раніше — директорка вебсайту та онлайнових новин Канадської корпорації мовлення.
2012 року журнал Forbes поставив її на 70 місці в списку найбільш впливових жінок світу, обґрунтовувавги це тим, що вона «…провела акцію страйку Вікіпедії проти SOPA».
На початку 2013 року Сью оголосила, що вона піде у відставку з посади у Вікімедіа, як лише буде знайдено заміну

## Юність і початок кар'єри
Ґарднер виросла у місті Порт-Гоуп, Онтаріо. Вона була донькою пастора англіканської церкви та директора школи. Вона отримала диплом журналіста в університеті Раєрсон. Сью розпочала свою кар'єру на радіо CBC 1990 року й працювала понад десять років продюсером, репортером та документалістом, спеціалізуючись на попкультурі та соціальних питаннях. У травні 2006 року вона очолила колектив зі 150 співробітників, що вели вебсайт CBC.са.

## Вікімедіа

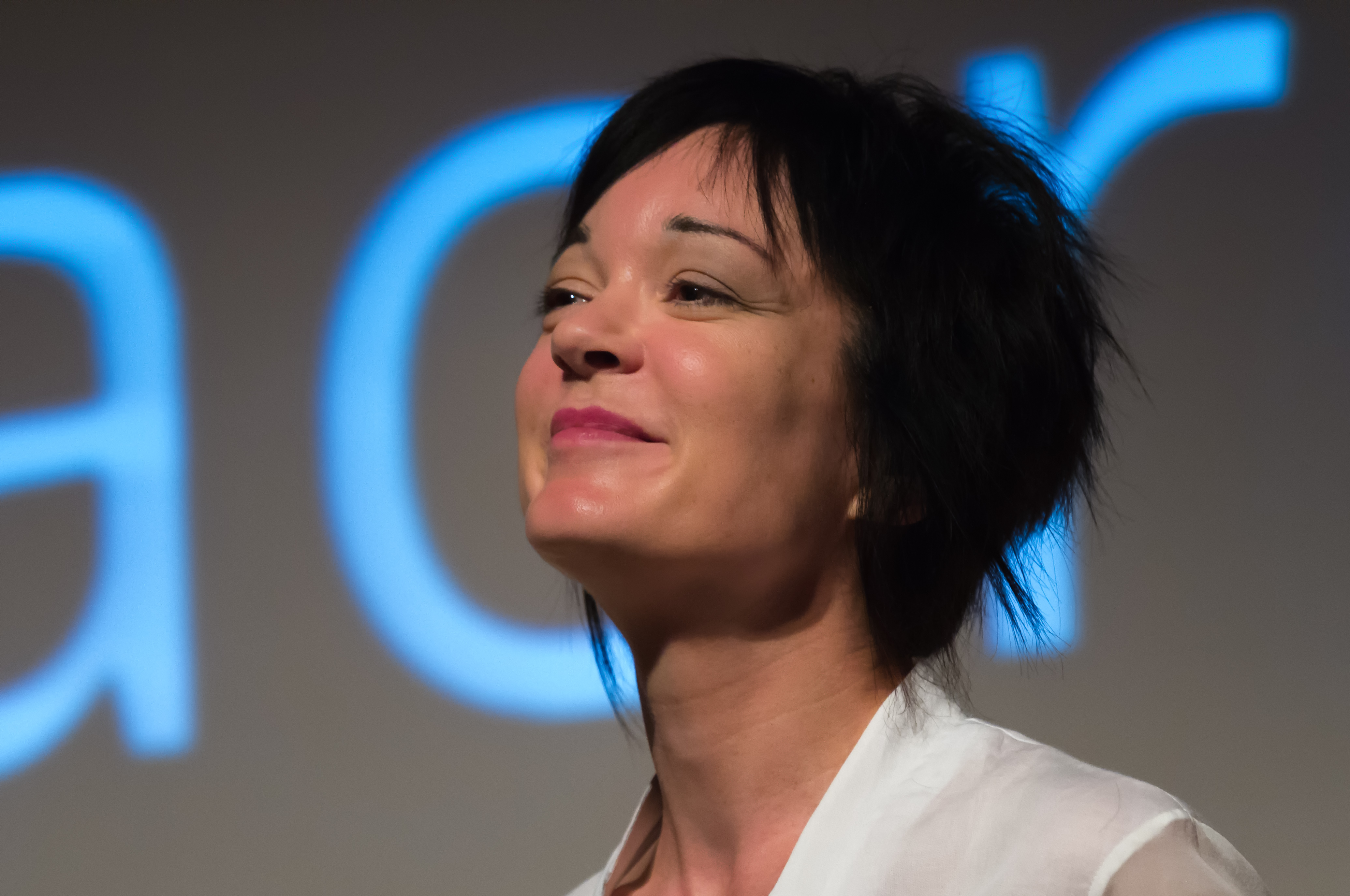
Сью Ґарднер на Wikimania 2013, Гонгконг

У травні 2007 року Ґарднер звільнилася з CBC і почала консультувати Фонд Вікімедіа з питань управління. У грудні 2007 її найняли на посаду виконавчої директорки. Упродовж наступних двох років під її керівництвом штат Вікімедія значно виріс, з'явився відділ зі збору пожертвувань, штаб Вікімедія переїхав із Сент-Пітерсбурга, Флорида, до Сан-Франциско. Huffington Post назвав її однією з 10 осіб, що найбільше змінили інформаційний бізнес 2009 року.
27 березня 2013 року Ґарднер оголосила, що вона збирається піти з посади. У своєму блозі вона зазначила, що Вікімедіа стоїть[де?] зараз непогано, але Інтернет у цілому — ні.[уточнити] В майбутньому вона збирається працювати над виправленням становища. Сью сказала, що поворотною точкою стала її участь у страйку, який Вікіпедія провела проти законопроєкту SOPA. Це змусило її задуматися над тим, яким стає Інтернет, та над тією роллю, яку вона могла б зіграти в цьому процесі.
2013 року університет Раєрсона, її альма-матер, оголосив, що їй буде присуджено почесний докторський ступінь.

## Виноски
1. ↑  http://edramar.com/Wikimedia-Foundation-Executive-Director-Sue-Gardner%E2%80%99s-
2. ↑  http://cn.ieonline.microsoft.com/knows/Sue%20Gardner
3. ↑  Staff and contractors - Wikimedia Foundation Governance Wiki
4. ↑  https://privacyinternational.org/people/970/sue-gardner
5. ↑  Sue Gardner's Blog. Процитовано 25 лютого 2012.
6. ↑  The World's 100 Most Powerful Women, Sue Gardner. Forbes. Accessed August 23, 2012.
7. ↑  Please read: an announcement from Wikimedia Foundation ED Sue Gardner. Wikimedia Blog. 27 березня 2013. Процитовано 29 березня 2013.
8. 1 2  Wikipedians do it for love. Really. Globe and Mail. July 26, 2010
9. ↑  From the Lavin Agency's profile [Архівовано 3 лютого 2014 у Wayback Machine.].
10. ↑  CBC clicks online by Tara Perkins [Архівовано 4 жовтня 2006 у Wayback Machine.]. Toronto Star. July 19, 2006, via the Friends of Canadian Broadcasting archives.
11. ↑  Does CBC.ca run itself?. The Tea Makers. March 2, 2006
12. ↑  Wikimedia Foundation press release, June 27, 2007.
13. ↑  «Sue Gardner Hired as Executive Director», Wikimedia Foundation press release. December 3, 2007
14. ↑  From the series of slides for the 10 Game Changers: Who Is The Ultimate Game Changer In Media? — Sue Gardner. HuffPost. March 18, 2010
15. ↑  http://blog.wikimedia.org/2013/03/27/sue-gardner-departure-announcement/
16. ↑  Amy Chozick (28 березня 2013). Leader of Foundation Behind Wikipedia to Step Down. New York Times. Процитовано 30 травня 2013.
17. ↑  Hon docs. Ryerson Today. Ryerson University. Архів оригіналу за 27 листопада 2013. Процитовано 19 листопада 2013. [Архівовано 2013-11-27 у Wayback Machine.]